# SK Banat Pančevo
Sportski klub Banat Pančevo bio je srbijanski nogometni klub iz Pančeva.
Osnovan je 1921. Klupske boje 1932. bile su plava i crna.